# Fundația Nobel
Fundația Nobel este o organizație privată fondată în 29 iunie 1900 pentru a administra finanțele Premiilor Nobel, pe baza testamentului lui Alfred Nobel, inventatorul dinamitei.
  Materiale media legate de Fundația Nobel la Wikimedia Commons